# EVERLASTING (L'Arc〜en〜Cielの曲)
「EVERLASTING」（エヴァーラスティング）は、日本のロックバンド、L'Arc〜en〜Cielの完全受注生産限定シングル。2014年8月13日発売。発売元はKi/oon Music。

## 概要
12thアルバム『BUTTERFLY』以来約2年半ぶりとなる未発表音源を収録した作品のリリース。
本作のフィジカルは、ナンバリングシングルとしてではなく、「MUSIC & PHOTOS -国立競技場公演 Memorial Edition-」と銘を打ち、完全受注生産限定作品として発表されている。そのため、本作のフィジカルは事前予約者のみを対象に発売されている。ただし、発売初週となる2014年8月25日付のオリコン週間シングルチャートでは週間2位にランクインしており、各種チャート上ではシングル作品扱いになっている。また、公式サイト内のディスコグラフィーでもシングルに分類されている。
本作の表題曲「EVERLASTING」は、2014年3月21日・22日に国立霞ヶ丘競技場陸上競技場（通称：旧国立競技場）で開催したライヴ「L'Arc〜en〜Ciel LIVE 2014 at 国立競技場」で新曲として披露されていた楽曲で、ダーク・エレクトロのムードを纏った、いわゆる"シングル曲らしいキャッチーさ"とは対照的な印象を抱かせる音源に仕上げられている。なお、L'Arc〜en〜Cielのシングルの表題曲ではこれまで必ずミュージック・ビデオが作られてきたが、本作の表題曲に関しては制作されていない。そのため、テレビ等のメディアでこの曲が紹介される際は、国立霞ヶ丘競技場陸上競技場でのライヴ映像を流していることが多い。（詳細は楽曲解説の項目を参照）
また、本作には、従来のL'Arc〜en〜Cielのシングル作品で収録されていた、表題曲のインストゥルメンタルとカップリング曲が収められていない。そのため本作は、1998年7月8日に発表したシングル「HONEY」「花葬」以来約16年ぶりに、収録曲が1曲のみのCD作品となっている。
なお、本作の表題曲にはタイアップが付いていない。そのため本作は、「X X X」以来3作目となるタイアップ楽曲を含まないCDシングル作品となっている。

## リリース

### リリースプロモーション
これまでシングル発売週前後に行っていた、メンバーのメディア出演によるリリースプロモーションは一切行われていない。ただ、本作発売から約4ヶ月後となる2014年12月26日に、テレビ朝日系列で放送された音楽番組『ミュージックステーション スーパーライブ 2014』に出演した際、表題曲をテレビ初披露している。

### リリース形態
本作は、完全受注生産限定作品（CD＋PHOTOS）の1形態でリリースされた。受注生産作品であることから、事前予約期間である2014年3月25日から同年5月31日までに予約されたぶんのみが、フィジカルの発売日となる2014年8月13日にリリースされている。また、フィジカルはハードカバーの特別仕様（約28 cm×32 cm）になっており、2014年に行われたライヴ「L'Arc〜en〜Ciel LIVE 2014 at 国立競技場」の大判ライヴフォト10枚が付属している。さらに、ライヴフォトのデザインが異なる「LE-CIEL盤」がファンクラブ会員限定で販売されている。他にも、同年11月12日発売のライヴビデオ『L'Arc〜en〜Ciel LIVE 2014 at 国立競技場』と本作の2作品を手にした購入者を対象に、国立霞ヶ丘競技場陸上競技場公演の会場に飾られたフラッグ（全8種）が抽選で120名にプレゼントされる連動企画が行われている。本作には応募シールが付属しており、前述のライヴビデオに付属している応募ハガキに貼り付けて送付することで応募できる企画となっている。
なお、フィジカル発売から約1ヶ月後の同年9月17日には、表題曲のデジタルリリースが開始されている。さらに、同年10月10日には、L'Arc〜en〜Cielとして初となるハイレゾリューションオーディオ音源も配信開始された。
本作のジャケットデザインには、表題曲を初披露したライヴ会場の国立霞ヶ丘競技場陸上競技場をバックに、傘を差した女性のイラストが描かれている。ジャケットのアートディレクションはPARK GALLERYが、イラストレーションはイラストレーターの粟津泰成が担当している。

## 収録曲
| #         | タイトル        | 作詞      | 作曲      | 編曲            | 時間 |
| --------- | --------------- | --------- | --------- | --------------- | ---- |
| 1.        | 「EVERLASTING」 | hyde      | ken       | L'Arc〜en〜Ciel | 4:54 |
| 合計時間: | 合計時間:       | 合計時間: | 合計時間: | 合計時間:       | 4:54 |

## 楽曲解説
1. EVERLASTING
  - 作詞: hyde / 作曲: ken / 編曲: L'Arc〜en〜Ciel

ゴシックやインダストリアルから派生したダーク・エレクトロのムードを纏った楽曲[1]。hydeは2014年のライヴでこの曲を初披露する際に、演奏前のMCで「新曲はkenが作るような、映画音楽のような、L'Arc〜en〜Cielにしかできない音楽がいいなと思っていた。20何年バンドをやっていると、それが言わなくても伝わる。イメージ通りの曲を作ってくれました[6]」と楽曲イメージを述べている。
この曲のデモトラックは、衝撃音などで組み立てたビートのうえに、民謡の雰囲気を意識したコードを付けて制作されている[7]。作曲を担当したkenは、この曲のイメージについて「架空の異国民謡[8]」「綺麗で面白いコード進行の曲[9]」と述べている。
また、この曲を制作していた時期の作曲に関する志向について、kenは「「EVERLASTING」を作るちょっと前ぐらいから、曲を作ろうとするとほとんどメロディーがないような曲とか、一回聴いただけじゃ理解できないようなリズムの曲とか、そんなのばっかり打ち込む感じだった[10]」と語っている。さらに、kenはこの曲の制作手法について「「EVERLASTING」は、メインとなるコード進行をまずガットギターで作って。そのガットギターと歌メロだけで成り立つ曲を、その頃やってた打ち込みの雰囲気と合体させるっていう作り方だった[10]」と述懐している。ちなみに打ち込みの作業には、作曲者であるkenに加え、yukihiroが参加している。余談だが、2019年に自身のSNSアカウントで、リスナーから「自分で作った曲に自分で感動したことはあるか」と質問された際に、kenは「「EVERLASTING」のコード進行に感動した」と答えている[11]。
この曲のサウンドの主軸は、リズムの他、ストリングスやパッドといったシーケンストラックが担っている[12]。ただ、サビのパートに入ると一転し、楽曲に広がりと奥行きを持たせるようなエレクトリック・ギターのフレーズが登場する[12]。このサビパートのギター録りでは、透明感のあるアルペジオと、アーミングを用いた揺らぎを掛け合いのように響かせ、繊細で味わい深い雰囲気を作り出している[12]。なお、このギターパートは、kenによる多重録音ではなく、kenとtetsuyaの2人でエレキギターを弾いている。
tetsuyaはこの曲のギター録りで、1950年代のストラトキャスターの再現モデル[注 3]を使用し[12]、アルペジオのフレーズを弾いている。そしてkenはギブソン・J-50に加え、フェンダー・カスタム・ショップ製ストラトキャスターの自身のシグネイチャーモデル「Fender Custom Shop Stratocaster Galaxy Red」を使用しており[12]、kenとtetsuyaによる"ツインストラト体制"でレコーディングが行われている[12]。なお、tetsuyaは今回のレコーディングで従来の担当パートであるベースを演奏していない。また、ライヴでこの曲を披露する際も、レコーディングと同様に、kenとtetsuyaによるツインギターというスタイルで披露されている。
歌詞はhydeが手掛けており、過去の想い人を引きずったままの大人な恋愛感情を描いたようなリリックとなっている。また、この曲の歌詞には、2011年に発表した「X X X」の歌詞のように、女性的な言い回しが随所に盛り込まれている[1]。ちなみに2サビ終わりの歌詞に、＜The core of a loving heart defies all scientific reason. Love isn't perceived through the eyes, it's felt through the heart. That's why it's so hard.（心の中はまだ科学的に解明されていない。恋とは目で見ないで、心で見る。だからやっかいだ。）＞という英語のフレーズが登場する。この英詞のポエトリーリーディングは、初披露となった2014年のライヴではhydeの声の同期が流されたが、音源では歌手のnana hatoriが担当している。
余談だが、この英詞部分に登場する＜Love isn't perceived through the eyes, it's felt through the heart.（恋とは目で見ないで、心で見る）＞と似た表現の台詞が、ウィリアム・シェイクスピア作の喜劇『夏の夜の夢』に登場する[注 4]。

## 参加ミュージシャン
- hyde：Vocal
- ken：Electric Guitar, Acoustic Guitar
- tetsuya：Electric Guitar
- yukihiro：Drums
  - ken：Keyboard & Programming
  - yukihiro：Keyboard & Programming
  - Nana Hatori：Dialog